# 베야지드 모스크

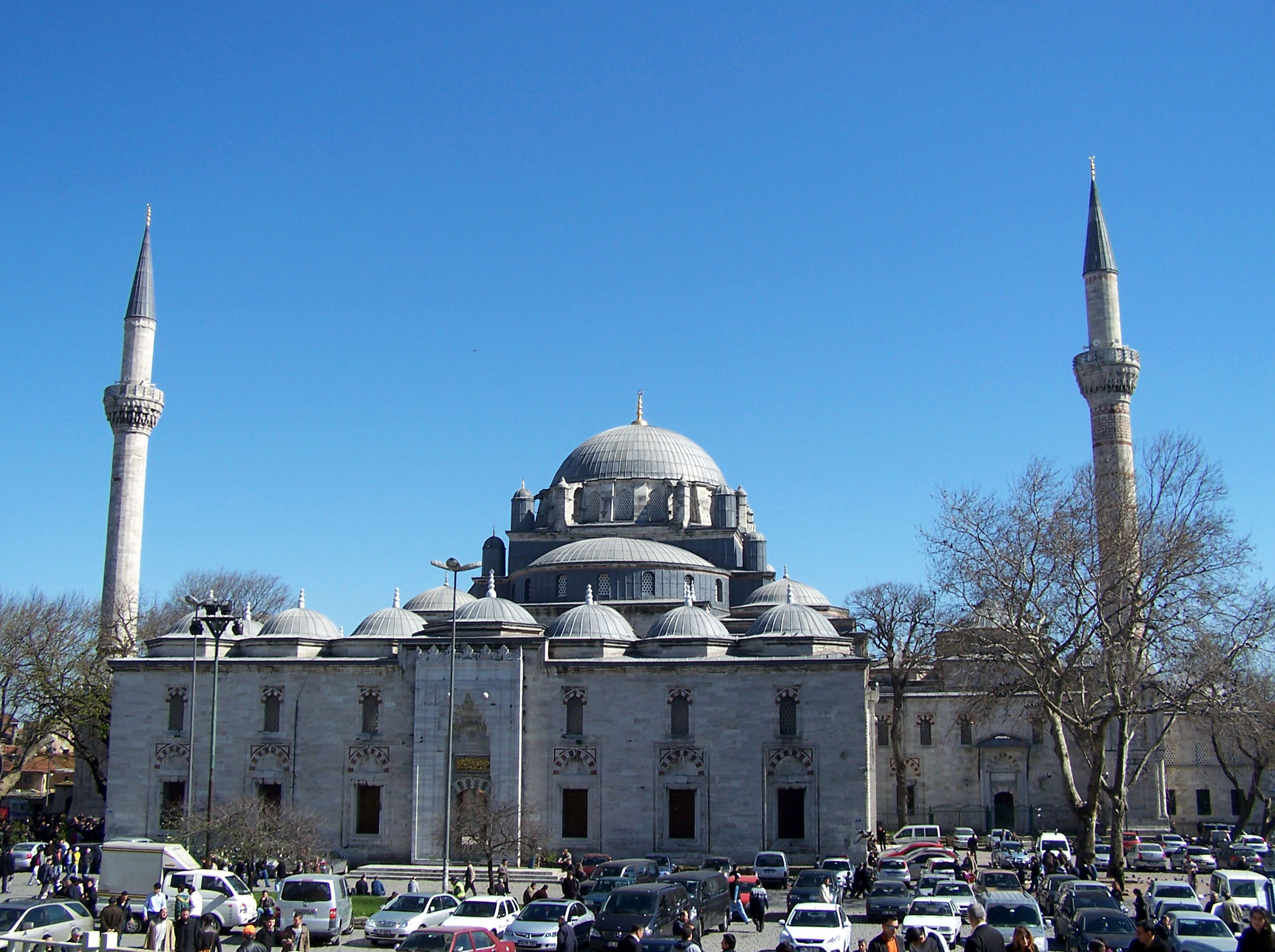
베야지드 모스크

베야지드 모스크(튀르키예어: Bayezid Camii 베야지드 자미[*]) 또는 베야지트 모크스(튀르키예어: Beyazıt Camii 베야지트 자미[*])는 터키 이스탄불 베야지트 광장에 위치한 모스크이다. 고대 콘스탄티노폴리스의 테오도시우스 포룸 근처에 위치하고 있다.

## 갤러리
- 베야지드 모스크의 돔
- 베야지드 모스크 내부 모습
- 모스크 문 위에 적힌 글
- 문
- 안뜰

## 같이 보기
- 이슬람 건축
- 오스만 건축